# منطقة تلدو
منطقة تلدو منطقة  سوريّة إداريّة تتبع محافظة حمص مركزها مدينة تلدو، بلغ تعداد سكان المنطقة 90,139 نسمة حسب التعداد السكاني لعام 2004،  أحدثت منطقة تلدو فصلاً عن منطقة حمص عام 2010 بعد صدور مرسوم رئاسي بهذا الخصوص.

## نواحي منطقة تلدو
- ناحية مركز تلدو
- ناحية كفرلاها
- ناحية القبو